# ناوسيكا ماربي
ناوسيكا ماربي (بالهولندية: Nausicaa Marbe)، هي كاتبة هولندية من اصول رومانية  من مواليد مدينة بوخاريست في 11 أغسطس 1963 .
هاجرت ناوسيكا ماربي من رومانيا إلى هولندا سنة 1982 وهي في 18 من عمرها ، درست في الجامعة الحرة باامستردام، وتعمل كصحفية في عدة قنوات هولندية ، وتكتب في مجلة فراي نيدرلاند و جريدة دي فولكس كرانت و جريدة إنرسي هاندلس بلات و جريدة تراو .

## من مؤلفاتها
- (Mândraga, (1998
- (Kader, Lulu, Mozes en ik, (2001
- (Moldavische kokkin, (2010
- (Smeergeld, roman, (2014